# Hans Mollet
Hans Mollet (ur. w 1901 w Büren an der Aare, zm. 21 lutego 1957 w Biel/Bienne) – szwajcarski zapaśnik walczący w stylu wolnym. Olimpijczyk z Amsterdamu 1928, gdzie zajął siódme miejsce w wadze lekkiej.

## Letnie Igrzyska Olimpijskie 1928
| Konkurencja      | Rundy eliminacyjne    | Rundy eliminacyjne    | Klas. końcowa |
| Konkurencja      | 1/4                   | 1/2                   | Miejsce       |
| ---------------- | --------------------- | --------------------- | ------------- |
| 66 kg styl wolny | Isuke Shinmen (JPN) Z | Birger Nilsen (NOR) P | 7.            |